# Marten (Bulgarie)
Marten (bulgare : Мартен) est une ville située dans la nord-est de Bulgarie situé dans l'oblast de Roussé.

## Géographie
Marten est située dans le nord-est de la Bulgarie, à 14 km au nord-est de la ville de Roussé. Elle fait partie de la municipalité de Roussé.
La ville est située sur la rive sud du Danube.